# Orthione mesoamericana
Orthione mesoamericana is een pissebed uit de familie Bopyridae. De wetenschappelijke naam van de soort is voor het eerst geldig gepubliceerd in 2004 door Markham.